# 143
143 је била проста година.

## Догађаји
- Конзули Гај Белиције Флак Торкват и Луције Вибилије Хипарх. Конзул-суфект Тиберије Клаудије Атик Херодес.
- Победа гувернера Британије Квинта Лолија Урбика над Шкотима .

## Смрти
- Параскева Римскa - ранохришћанска мученица и светитељка